# Катастрофа Ил-22 под Воронежем
Катастрофа Ил-22 под Воронежем — авиационная катастрофа самолёта Ил-22М ВКС РФ, произошедшая 24 июня 2023 года в Воронежской области, при этом погибли все 10 членов экипажа. Самолёт был сбит бойцами ЧВК «Вагнер» во время военного мятежа.

## Самолёт
Ил-22М ВЗПУ — воздушный командный пункт, созданный на базе авиалайнера Ил-18. Аббревиатура «ВЗПУ» означает «воздушный защищённый пункт управления». По данным Military Balance 2022, к началу российского вторжения в Украину у России было на вооружении 12 самолётов Ил-22М. Согласно данным российских провоенных каналов, сбитый Ил-22М выполнял функции ретрансляции радиосигнала, работая в качестве высотной антенны, связывавшей наземный командный пункт и боевые части на фронте.
По данным сообщества «OSINTtechnical», сбитый Ил-22М имел регистрационным номер RA-75917. По данным российского провоенного Телеграм-канала «ВЧК-ОГПУ», самолёт относился к 610-му центру боевого применения и переучивания личного состава, расположенному в Иваново, и был приписан к военному аэродрому Иваново-Северный.

## Катастрофа
24 июня 2023 года воздушный пункт управления Ил-22М ВКС РФ был сбит во время военного мятежа бойцами ЧВК «Вагнер». По данным издания Baza, ракета по самолёту была запущена с объездной трассы Воронеж — Луганск, а сам сбитый самолёт упал в районе пгт Кантемировка Воронежской области. Ил-22М был сбит из системы «Панцирь-С1».
По утверждению журналистки российского Первого канала Ирины Куксенковой, когда главу ЧВК «Вагнер» Евгения Пригожина спросили, зачем его бойцы сбили этот самолёт, ведь тот не наносил ударов по вагнеровцам, Пригожин ответил: «а дурак пвошник в колонне всё взлетающее сбивал».
Согласно данным «ВЧК-ОГПУ» и военкора Ирины Куксенковой, погибли 10 человек, находившихся на борту, тогда как телеграм-канал Fighterbomber утверждал о гибели 8 человек. По данным властей Ивановской области, где проживало большинство погибших лётчиков, погибших было восемь.
Помимо Ил-22М, в ходе мятежа бойцы ЧВК «Вагнер» сбили ещё несколько российских военных вертолётов, при этом по самим вагнеровцам наносились удары с воздуха.

## Последствия
Глава ЧВК «Вагнер» Евгений Пригожин и его бойцы не понесли уголовной ответственности за сбитие этого самолёта и совершение других действий во время мятежа. Уголовное дело о мятеже в их отношении было закрыто.
По словам журналистки Ирины Куксенковой, Пригожин согласился выплатить семьям погибших лётчиков компенсацию 50 миллионов рублей.

## Оценки
Министерство обороны Великобритании оценило потерю этого самолёта как «значительную», отмечая, что уничтоженный самолёт относился к относительно малому парку из 12 самолётов. Министерство обороны Великобритании отмечало, что во время вторжения эти самолёты сыгралии важную роль в организации российских войск и как ценные активы, они действовали далеко за пределами украинской ПВО. Также британские военные специалисты отмечали моральный ущерб, который понесли российские силы от потери такого самолёта таким образом, говоря, что «экипаж сбитого самолёта вряд ли ожидал угрозы от своих собственных сил».

## Память
Указом президента России члены экипажа Ил-22 награждены орденами Мужества посмертно.
На аэродроме Иваново-Северный установлен памятник, посвящённый экипажу Ил-22. Открытие монумента состоялось 19 октября 2023 года.